# 罗伯特·霍里
罗伯特·基思·霍里（英語：Robert Keith Horry，1970年8月25日—），生於美国马里兰州哈福德縣，前职业篮球运动员，在其职业生涯中获得过7次NBA总冠军。他是NBA著名的季后赛绝杀射手，有着「Big Shot Rob」的昵称，在他的7次总冠军经历中，2次随休斯敦火箭、3次随洛杉矶湖人、2次随圣安东尼奥马刺所夺得的。

## 篮球生涯
霍里成长於阿拉巴马州的安达卢西亚，在安达卢西亚高中时期，他获得过奈史密斯阿拉巴马最佳高中球员的称号。随后霍里获得了运动奖学金並进入阿拉巴马大学，在大学期间是此后NBA球星拉特里尔·斯普雷维尔的队友，大学毕业后参加了1992年NBA选秀后加入了NBA职业篮球生涯。

### 休斯敦火箭（1992–1996）
霍里在1992年NBA选秀中首轮第11顺位被休斯敦火箭选中，他的新秀赛季场均得分10.1分。他在火箭队度过了职业生涯的頭4个赛季，帮助球队赢得了1993-94年度和1994-95年度的NBA总冠军，并且创造了在NBA总决赛中一节投中5个三分，一场抢断7次的总决赛纪录。
1994年2月，火箭队用他和马特·布拉德交换去底特律活塞以换取肖恩·埃利奥特，但是埃利奥特由于肾脏问题未能通过NBA的官方体检使得这桩交易作废，霍里也留在了火箭队中。此后霍里回忆道：“这桩交易的失败可能挽救了我的职业生涯”。他逐渐成为了球队夺冠中的关键人物，同时为他在全联盟中传奇的跳投绝杀打下了坚实的基础，其中包括1995年对阵圣安东尼奥马刺NBA季后赛西部决赛第一场比赛和至关紧要的总决赛第三场对阵奥兰多魔术的比赛。

### 菲尼克斯太阳（1996–1997）
在1996年8月19日，霍里连同萨姆·卡塞尔被交换去菲尼克斯太阳以换取全明星球员查尔斯·巴克利。1997年在太阳队时期的霍里和主教练丹尼·安吉在球场发生争执，争执中他把一条毛巾扔在主教练的脸上，随后被太阳禁赛；他在菲尼克斯太阳度过了非常不愉快的一个赛季。

### 洛杉矶湖人（1997–2003）
在菲尼克斯太阳的这一事件给霍里带来了禁赛，也在1996-97赛季的1月10日被交换去了洛杉矶湖人，以换取塞德里克·塞巴洛斯。霍里是1999-00赛季、2000-01赛季和2001-02赛季湖人连续三年夺得NBA总冠军时期的成员，在季后赛中他也多次上演最后一刻跳投绝杀的才能。
在湖人三年的职业生涯中，霍里多次在球队中扮演重要角色，其中最令人难以忘怀的要数2002年NBA季后赛西部决赛对阵萨克拉门托国王的第四场比赛，当时湖人在系列赛上以总分1-2落后于国王，那场比赛对于湖人打得非常艰难，上半場球队甚至一度落后多达24分，之后终于在比赛还剩11秒時将比分追到了97-99。在全场比赛最后的时刻，霍里的两位全明星队友科比·布莱恩特和沙奎尔·奥尼尔相继上篮不中，球被国王中锋弗拉德·迪瓦茨拨出三分区，站在三分线附近的霍里正好接到球，以一记跳投三分彻底绝杀了国王队，球队以100-99一分险胜国王，将总比分扳成了2-2，如果这场关键的比赛失利湖人将会处于1-3的被淘汰边缘。最终湖人在該系列赛中淘汰了国王并在NBA总决赛中4-0横扫新泽西网。
相同的场面还出现在2003年3月5日，对阵印第安那步行者系列赛的第四场比赛中，两队95-95战平，步行者中锋杰梅因·奥尼尔内线紧逼沙奎尔·奥尼尔，大鲨鱼在内线将球交给了无人防守的霍里，後者冷静的将球投入。
在2003年季后赛中，他所在的湖人旨在冲击连续第四年蝉联冠军，但是在半决赛对阵马刺的比赛中由于球队以25分的大比分落后使得霍里也孤掌难鸣，最终湖人输掉了系列赛的第六场比赛而被淘汰。

### 圣安东尼奥馬刺（2003–2008）
在2002-03赛季结束后，霍里成为了自由球员，考虑到他的家庭在休斯敦，霍里和上届卫冕冠军圣安东尼奥马刺簽約。在湖人时期霍里是球队重点依靠的一个攻击点，但在圣奥东尼奥，主教练格雷格·波波维奇减少了已经不再年轻的霍里的上场时间，也同样取得了成功。
在2004-05赛季，马刺晋级并最终赢得了2005年NBA总决赛，霍里成为球队获胜的一股重要力量，在季后赛中他85投38中。在总决赛第五场对阵底特律活塞的比赛中，霍里在前三节只得到3分的情况在，在第四节和加时赛中成为了场上英雄，大爆发独揽21分；随着他终场前的一记三分球落地，马刺以96-95险胜活塞。在第七场系列赛中马刺取胜后，球队历史上第三次夺得了NBA总冠军稱号，霍里也给自己戴上了第六枚总冠军戒指。
在2007年季后赛中，霍里惡意且故意肘击史蒂夫·纳什并抬起左肘对着纳什来了狠狠一击，将正在快速前进的纳什放倒在技术台旁，也给自己领了个恶意犯规并引发了马刺和太阳之间的一场骚动。在论战过程中，太阳得分后卫拉加·貝爾愤怒地冲向霍里，但霍里仗着身高马大一把就把贝尔架开，霍里这个还击的动作彻底激怒了太阳众将，坐在板凳上的「小霸王」阿玛雷·斯塔德迈尔也把毛巾一扔，晃着膀子就要过去幹架，被周围的人及时拉住；本来打算拉架的肖恩·马里昂也开始跃跃欲试，架住他的是块头更大的马刺中锋蒂姆·邓肯。这场骚动结果是霍里被禁赛两场而太阳主力阿玛雷·斯塔德迈尔和伯利斯·迪奥由于从板凳区冲入球场而被禁赛一场。
这也直接导致马刺连续赢下之后的两场比赛，淘汰菲尼克斯太阳晋级NBA总决赛；在总决赛中霍里随球队毫无争议的以4-0横扫勒布朗·詹姆斯领衔的东区冠军克利夫兰骑士，罗伯特·霍里则戴上了他的第七枚总冠军戒指。

### 纪录
霍里随马刺夺得2006-07赛季NBA总冠军后已经将7枚总冠军戒指收入囊中。他是九位获得过七枚或以上总冠军戒指的NBA球员之一，也是唯一一位非1960年代波士頓塞爾特人王朝成员的球员。在2005年，霍里和约翰·萨利一起成为唯二随三支不同球队夺得NBA总冠军的球员；霍里也是除卡里姆·阿卜杜勒·贾巴尔外参加过NBA季后赛场次最多的球员。
罗伯特·霍里也是排雷吉·米勒之后NBA季后赛历史上投中三分球数第二多的球员，他以56球持有了NBA总决赛投中三分球数最多球员的荣誉，之前的纪录是迈克尔·乔丹的42球。他也曾持有季后赛单场投中三分球数最多的纪录（7球，現已被克雷·汤普森以11球超越），这是在1997年西部半决赛对阵犹他爵士第二场比赛中创造出来的。

## NBA生涯统计和琐事
- 截至到2007年3月，霍里的职业生涯场均7.2分、4.9个篮板和2.2次助攻。
- 罗伯特·霍里和另一位善于投绝杀球的史蒂夫·在1993-94赛季到2002-03赛季的10年间交替获得NBA总冠军，并且在过去的14年中两人总共12次出现在了NBA总冠军球队名单中。科尔赢得NBA总冠军的年份包括了1996年、1997年、1998年、1999年和2003年。两人所获得NBA总冠军戒指中各有3枚是在主教练菲尔·杰克逊领导下的获得。
- 在洛杉磯湖人隊比賽時，科比·布莱恩特曾向他要球投籃，因為科比認為當時他的手感很好，霍里則堅持要執行總教練菲尔·杰克逊的三角戰術。在叫出暫停時，霍里向科比說：「你拿過幾座冠軍？我有兩枚戒指，我知道該怎麼做。」
- 霍里酷似威尔·史密斯的长相也常常成为话题。

## 季后赛著名的绝杀投篮
- 1995年5月22日 | 西部决赛第一场  | 休斯敦火箭 @ 圣安东尼奥马刺

罗伯特·霍里在比赛还剩6.5秒的时候跳投命中，使得休斯敦以94–93一分险胜。
- 1995年6月11日 | NBA总决赛第三场 | 奥兰多魔术 @ 休斯敦火箭

休斯敦在还有14秒并且进攻时间即将用完之时，阿基姆·奥拉朱旺将球拨给了霍里，霍里在霍雷斯·格蘭特的严防中依然拿球跳投三分命中，最终火箭以106-103取得了胜利并且在系列赛中3–0领先，最终横扫魔术取得了背靠背的NBA总冠军头衔。
- 1997年5月6日 | 西部半决赛第二场 | 洛杉矶湖人 @ 犹他爵士

霍里在单场比赛投中了7个三分球，成为季后赛三分单场命中最多的球员（后被克雷·汤普森以11球超越），但这场比赛中湖人以101 - 103输掉了这场比赛，最终在系列赛中以4-1輸給爵士,無緣西部決賽。
- 2001年6月10日 | NBA总决赛第三场 | 洛杉矶湖人 @ 费城76人

两队系列赛打成1–1，比赛还剩1分钟76人落后1分，但是湖人主力中锋沙奎尔·奥尼尔6犯离场。布莱恩·肖发现了站在底角处的霍里，他在还剩47.1秒时投進一顆空心三分球，使得湖人领先了4分确保了胜果。
- 2002年4月28日 | 西部第一轮第三场 | 洛杉矶湖人 @ 波特兰开拓者

湖人在还剩10.2之时落后2分，科比·布莱恩特突破了称之为「科比终结者」鲁本·帕特森将球传给了霍里，后者以一记三分终结了比赛。
- 2002年5月26日 | 西部总决赛第四场 | 萨克拉门托国王 @ 洛杉矶湖人

萨克拉门托国王99-97领先，比赛还剩11秒，沙奎尔·奥尼尔上篮不中，球被国王中锋弗拉德·迪瓦茨拨到三分線外，正好霍里接到球，以一记跳投三分彻底绝杀了国王队。乐队组合Grand Incredible为了纪念这一经典绝杀而创作了一首名为"Robert Horry"的歌曲。
- 2005年6月19日 | NBA总决赛第五场 | 圣安东尼奥马刺 @ 底特律活塞

霍里在加时赛还剩5.9秒之时投进一个三分球，使得球队以96 - 95胜出并且取得了系列赛3 -2的领先优势。
- 2007年4月30日 | 西部第一轮第四场 | 圣安东尼奥马刺 @ 丹佛掘金

马刺在比赛还剩30秒时领先1分，霍里在马库斯·坎比的压迫式防守中投入一个3分确保了球队的胜利。

## NBA生涯數據

### 例行賽
| 賽季     | 球隊 | GP    | GS  | MPG  | FG%  | 3P%  | FT%  | RPG | APG | SPG | BPG | PPG  |
| -------- | ---- | ----- | --- | ---- | ---- | ---- | ---- | --- | --- | --- | --- | ---- |
| 1992–93  | HOU  | 79    | 79  | 29.5 | .474 | .255 | .715 | 5.0 | 2.4 | 1.0 | 1.1 | 10.1 |
| 1993–94† | HOU  | 81    | 81  | 29.3 | .459 | .324 | .732 | 5.4 | 2.9 | 1.5 | .9  | 9.9  |
| 1994–95† | HOU  | 64    | 61  | 32.4 | .447 | .379 | .761 | 5.1 | 3.4 | 1.5 | 1.2 | 10.2 |
| 1995–96  | HOU  | 71    | 71  | 37.1 | .410 | .366 | .776 | 5.8 | 4.0 | 1.6 | 1.5 | 12.0 |
| 1996–97  | PHX  | 32    | 15  | 22.5 | .421 | .308 | .640 | 3.7 | 1.7 | .9  | .8  | 6.9  |
| 1996–97  | LAL  | 22    | 14  | 30.7 | .455 | .329 | .700 | 5.4 | 2.5 | 1.7 | 1.3 | 9.2  |
| 1997–98  | LAL  | 72    | 71  | 30.4 | .476 | .204 | .692 | 7.5 | 2.3 | 1.6 | 1.3 | 7.4  |
| 1998–99  | LAL  | 38    | 5   | 19.6 | .459 | .444 | .739 | 4.0 | 1.5 | .9  | 1.0 | 4.9  |
| 1999–00† | LAL  | 76    | 0   | 22.2 | .438 | .309 | .788 | 4.8 | 1.6 | 1.1 | 1.0 | 5.7  |
| 2000–01† | LAL  | 79    | 1   | 20.1 | .387 | .346 | .711 | 3.7 | 1.6 | .7  | .7  | 5.2  |
| 2001–02† | LAL  | 81    | 23  | 26.4 | .398 | .374 | .783 | 5.9 | 2.9 | 1.0 | 1.1 | 6.8  |
| 2002–03  | LAL  | 80    | 26  | 29.3 | .387 | .288 | .769 | 6.4 | 2.9 | 1.2 | .8  | 6.5  |
| 2003–04  | SAS  | 81    | 1   | 15.9 | .405 | .380 | .645 | 3.4 | 1.2 | .6  | .6  | 4.8  |
| 2004–05† | SAS  | 75    | 16  | 18.6 | .419 | .370 | .789 | 3.6 | 1.1 | .9  | .8  | 6.0  |
| 2005–06  | SAS  | 63    | 3   | 18.8 | .384 | .368 | .647 | 3.8 | 1.3 | .7  | .8  | 5.1  |
| 2006–07† | SAS  | 68    | 8   | 16.5 | .359 | .336 | .594 | 3.4 | 1.1 | .7  | .6  | 3.9  |
| 2007–08  | SAS  | 45    | 5   | 13.0 | .319 | .257 | .643 | 2.4 | 1.0 | .5  | .4  | 2.5  |
| 生涯     | 生涯 | 1,107 | 480 | 24.5 | .425 | .341 | .726 | 4.8 | 2.1 | 1.0 | .9  | 7.0  |

### 季後賽
| 賽季  | 球隊 | GP  | GS  | MPG  | FG%  | 3P%  | FT%  | RPG | APG | SPG | BPG | PPG  |
| ----- | ---- | --- | --- | ---- | ---- | ---- | ---- | --- | --- | --- | --- | ---- |
| 1993  | HOU  | 12  | 12  | 31.2 | .465 | .300 | .741 | 5.2 | 3.2 | 1.5 | 1.3 | 10.5 |
| 1994† | HOU  | 23  | 23  | 33.8 | .434 | .382 | .765 | 6.1 | 3.6 | 1.5 | .9  | 11.7 |
| 1995† | HOU  | 22  | 22  | 38.2 | .445 | .400 | .744 | 7.0 | 3.5 | 1.5 | 1.2 | 13.1 |
| 1996  | HOU  | 8   | 8   | 38.5 | .407 | .396 | .435 | 7.1 | 3.0 | 2.6 | 1.6 | 13.1 |
| 1997  | LAL  | 9   | 9   | 31.0 | .447 | .429 | .778 | 5.3 | 1.4 | 1.1 | .8  | 6.7  |
| 1998  | LAL  | 13  | 13  | 32.5 | .557 | .353 | .683 | 6.5 | 3.1 | 1.1 | 1.1 | 8.6  |
| 1999  | LAL  | 8   | 0   | 22.1 | .462 | .417 | .786 | 4.5 | 1.4 | .8  | .8  | 5.0  |
| 2000† | LAL  | 23  | 0   | 26.9 | .407 | .288 | .702 | 5.3 | 2.5 | .9  | .8  | 7.6  |
| 2001† | LAL  | 16  | 0   | 23.9 | .368 | .362 | .591 | 5.2 | 1.9 | 1.4 | 1.0 | 5.9  |
| 2002† | LAL  | 19  | 14  | 37.0 | .449 | .387 | .789 | 8.1 | 3.2 | 1.7 | .8  | 9.3  |
| 2003  | LAL  | 12  | 10  | 31.1 | .319 | .053 | .556 | 6.7 | 3.1 | 1.3 | 1.0 | 5.6  |
| 2004  | SAS  | 10  | 0   | 21.1 | .465 | .364 | .929 | 6.3 | .9  | .8  | .2  | 6.1  |
| 2005† | SAS  | 23  | 0   | 26.9 | .448 | .447 | .732 | 5.4 | 2.0 | .9  | .9  | 9.3  |
| 2006  | SAS  | 13  | 5   | 17.2 | .405 | .353 | .731 | 3.7 | .8  | .4  | .7  | 4.2  |
| 2007† | SAS  | 18  | 0   | 20.1 | .417 | .351 | .824 | 3.9 | 1.6 | .6  | 1.3 | 4.3  |
| 2008  | SAS  | 15  | 0   | 10.3 | .194 | .227 | .667 | 2.1 | .5  | .3  | .3  | 1.5  |
| 生涯  | 生涯 | 244 | 116 | 28.0 | .426 | .359 | .722 | 5.6 | 2.4 | 1.1 | .9  | 7.9  |